# Det Kommunale Momsfond
Det Kommunale Momsfond er en fond, der blev etableret af KL i 1985. Fondet støttede forskning på det kommunale område, bl.a. gennem støtte til Anvendt KommunalForskning og Dansk Sundhedsinstitut. 
Fondet blev etableret med baggrund i ændringerne i kommunernes momsforhold fra momsens indførelse i 1967 frem til oprettelsen af fondet i 1985. Formålet var dengang at støtte uddannelse og forskning med relevans for kommuner og amter samt finansiering af fælleskommunale opgaver. Indenrigsministeriet yder et årligt tilskud til fonden, der ellers har indtægter fra renter og obligationer.
Den 25. maj 2010 indgik Regeringen og Dansk Folkeparti "Aftale om genopretning af dansk økonomi". En del af aftalen er at Det Kommunale Momsfond nedlægges med virkning fra 2011. Formuen på 180 millioner kroner blev overført til Økonomistyrelsen.